# Галаджий, Фёдор Максимович
Фёдор Максимович Гала́джий (1914—1982) — советский учёный, создатель первых отечественных переносных приборов для контроля рудничной атмосферы и первых предохранительных взрывчатых веществ для угольных шахт.

## Биография
Родился 11 августа 1914 года в селе Зубари (ныне — пгт Кожанка, Киевская область, Украина).
В 1937 году окончил КГУ имени Т. Г. Шевченко.
С 1939 по 1941 год работал в МакНИИ.
Участник Великой Отечественной войны с августа 1941 года. Воевал в составе Южного и Северо-Кавказского, 1-го и 4-го Украинских фронтов. Имел тяжёлое ранение. Член ВКП(б) с 1942 года. Закончил войну командиром артиллерийского дивизиона, в звании гвардии капитана.
В 1946 году, после демобилизации из армии, вернулся в МакНИИ, где работал до 1978 года.
Кандидат технических наук (1961).
В 1964 году назначен заведующим отделом взрывных работ и взрывчатых материалов МакНИИ, которым руководил до 1978 года.
Доктор технических наук (1977; тема диссертации: «Исследование и создание высокобезопасных средств взрывного разрушения массива в угольных шахтах, опасных по газу и пыли»).
Решением ВАК Ф. М. Галаджему присвоено учёное звание профессора.
В 1978 — 1982 годах работал в Институте геофизики имени С. И. Субботина АН УССР.
В 1981 году назначен заведующим отделом динамики сложных взрывных систем том же институте.
Умер 23 февраля 1982 года в Киеве.

## Научный вклад
В конце 1930-х годов совместно с А. А. Строгальщиковым выполнил исследовал физико-химические процессы взрыва и воспламенения газовой среды.
В 1945—1952 годах в составе авторского коллектива (В. К. Перепелица, И. П. Скляренко, И. Д. Лосев) стал разработчиком первых отечественных переносных приборов определения метана, углекислого газа, кислорода, окиси углерода, а также оптического пылемера ФГП и газоопределителя метана на принципе теплопроводности (ГМТ-3).
В начале 1960-х годов совместно с В. И. Стикачёвым положил начало новому направлению борьбы со взрывами метана и угольной пыли в угольных шахтах путём создания предохранительной среды в момент ведения взрывных работ. Совместно с другими авторами, разработал для этих целей специальные полиэтиленовые ампулы для водяной забивки шпуров, впоследствии получившие широкое применение в угольных шахтах СССР, опасных по газу и пыли.
С именем Ф. М. Галаджего связана история создания первых в СССР специальных предохранительных взрывчатых веществ («ПЖВ-20» и «Аммонит Т-19», которые стали предшественниками взрывчатого вещества «Угленит Э-6») для угольных шахт, опасных по газу и пыли.
Является одним из изобретателей маятниковой уникальной баллистической установки для определения работоспособности взрывчатых веществ.
Автор ряда научных публикаций, в том числе монографий, и авторских свидетельств на изобретения.

## Награды и премии
- орден Александра Невского (СССР) (10.6.1945)[2]
- орден Красной Звезды (31.1.1943)[3]
- орден Отечественной войны I степени (31.1.1944)
- орден Отечественной войны II степени (13.3.1945; был представлен к ордену Красного Знамени)[4][5]
- орден Трудового Красного Знамени
- медаль «За оборону Кавказа»
- медаль «За победу над Германией в Великой Отечественной войне 1941—1945 гг.»
- медаль «В ознаменование 100-летия со дня рождения Владимира Ильича Ленина»
- Сталинская премия третьей степени (1950) — за создание и внедрение в угольную промышленность переносных приборов для контроля рудничной атмосферы
- Грамота Президиума Верховного Совета УССР (1958)
- знак «Шахтёрская слава» трёх степеней
- знак «Отличник социалистического соревнования Министерства угольной промышленности СССР» (1954)

## Основные научные публикации
- Галаджий, Фёдор Максимович. Безопасность взрывных работ в шахтах. — М. : Госгортехиздат, 1962. — 135 с. : ил.
- Магойченков М. А., Галаджий Ф. М., Росинский Н. Л. Мастер взрывник. — М. : Недра, 1975. — 288 с : ил., таб.
- Кутузов Б.Н., Галаджий Ф.М. и др. Безопасность взрывных работ в промышленности. — М. : Недра, 1977. — 344 с. : ил., табл.